# Sukacai (Jiput)
Sukacai is een bestuurslaag in het regentschap Pandeglang van de provincie Banten, Indonesië. Sukacai telt 1910 inwoners (volkstelling 2010).